# Tweede Kamerverkiezingen 2012/Kandidatenlijst/50PLUS

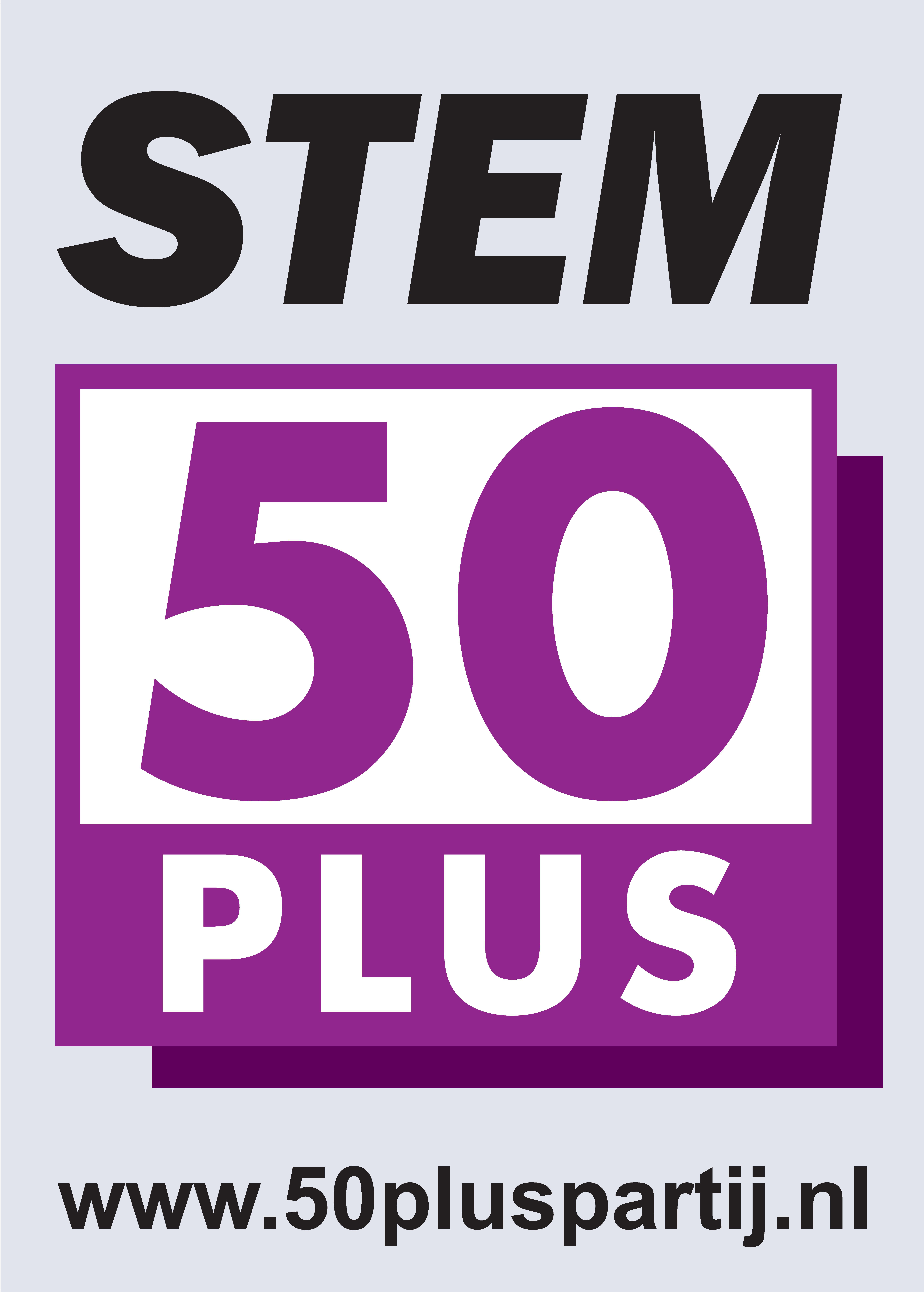
Campagneposter

Op 15 juli 2012 werd de kandidatenlijst voor de Tweede Kamerverkiezingen 2012 voor 50PLUS bekendgemaakt.

## Lijst
- vet: verkozen
- schuin: voorkeurdrempel overschreden

1. Henk Krol - 148.273
2. Norbert Klein - 3.511
3. Martine Baay-Timmerman[1] - 7.123
4. Willem Herrebrugh - 816
5. Wim van Overveld - 845
6. Roy Ho Ten Soeng - 2.654
7. Monique van de Griendt - 1.941
8. Harry Siepel - 997
9. Harry Lamberts - 722
10. Mieke Hoek - 511
11. Astrid Woldinga - 705
12. John Struijlaard - 976
13. Rob Hompe - 1.097
14. Gerda Karmelk - 477
15. Willem Willemse - 715
16. Jeannette de Caluwé - 804
17. Kees van de Molengraft - 453
18. Guido Brandt Corstius - 288
19. Jan-Dirk van Arkel - 188
20. Wil van Soest - 319
21. Frits Colnot - 131
22. Peter Pont - 292
23. Lidie Tax-Philippi - 107
24. Dick Schouw - 350
25. Stefano Erba - 79
26. Piet van ’t Wout - 577
27. Harry de Groot - 373
28. Peter Prins - 111
29. Horst Overveen - 117
30. Chris Bakker - 185
31. Frans Dor - 180
32. Ton Luiting - 118
33. Hylke ten Cate - 446
34. Jan Nagel - 1.150

VVD · PvdA · PVV · CDA · SP · D66 · GroenLinks · ChristenUnie · SGP · Partij voor de Dieren · Piratenpartij · MenS · Nederland Lokaal · Libertarische Partij · DPK · 50PLUS · LibDem · Anti Europa Partij · SOPN · PvdT · Politieke Partij NXD
2012 · 2017 · 2021 · 2023